# Grainville-sur-Odon
Grainville-sur-Odon is een gemeente in het Franse departement Calvados (regio Normandië). De plaats maakt deel uit van het arrondissement Caen. Grainville-sur-Odon telde op 1 januari 2022 1.078 inwoners.

## Geografie
De oppervlakte van Grainville-sur-Odon bedroeg op 1 januari 2022 5,26 vierkante kilometer; de bevolkingsdichtheid was toen 204,9 inwoners per km².
De onderstaande kaart toont de ligging van Grainville-sur-Odon met de belangrijkste infrastructuur en aangrenzende gemeenten.

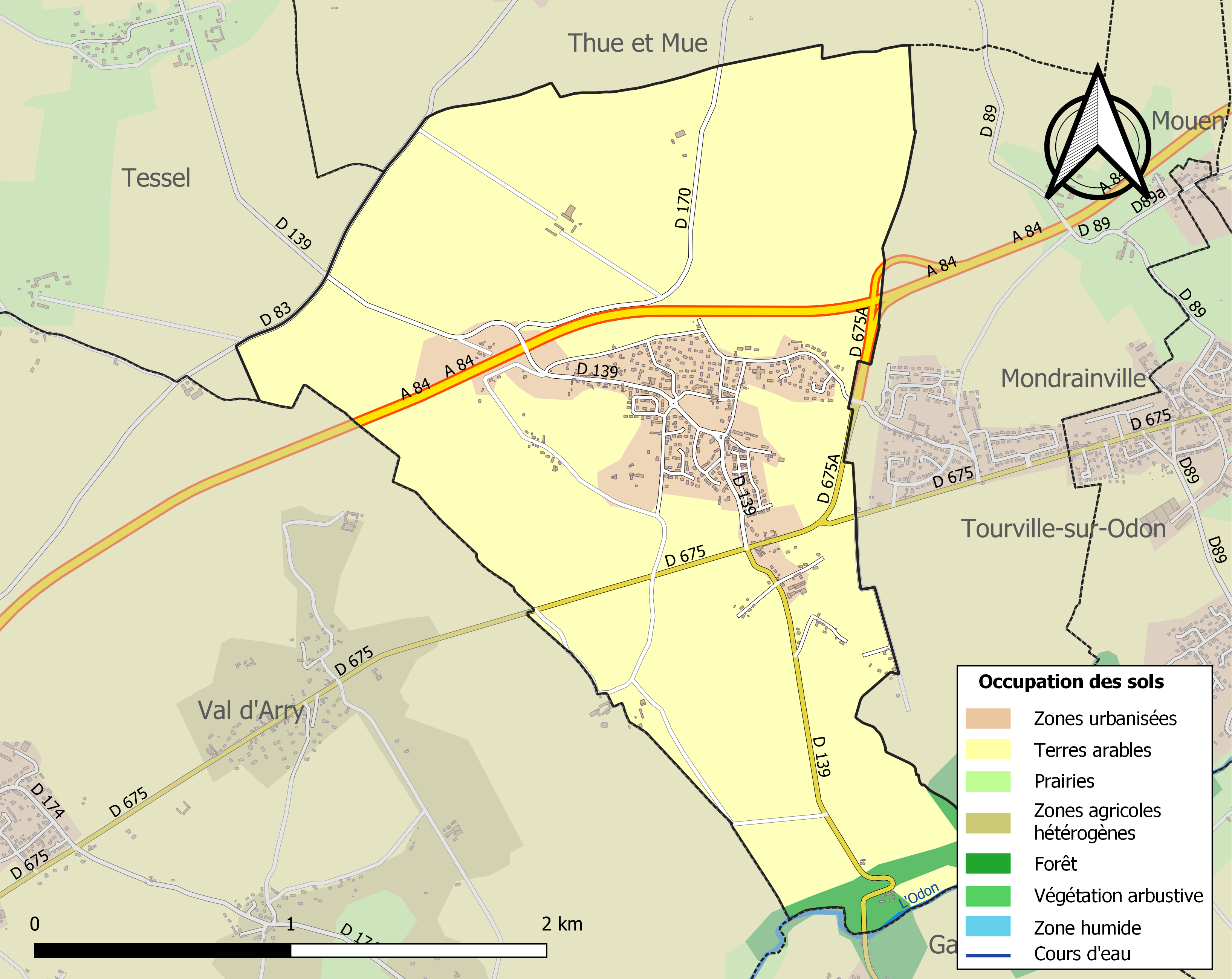

## Demografie
Onderstaande figuur toont het verloop van het inwonertal (bron: INSEE-tellingen).
Vanwege een beveiligingsprobleem met de MediaWiki Graph-software is het momenteel niet mogelijk deze grafiek weer te geven. Zodra de software is bijgewerkt zal de grafiek vanzelf weer zichtbaar worden.